# عضلة لامية لسانية

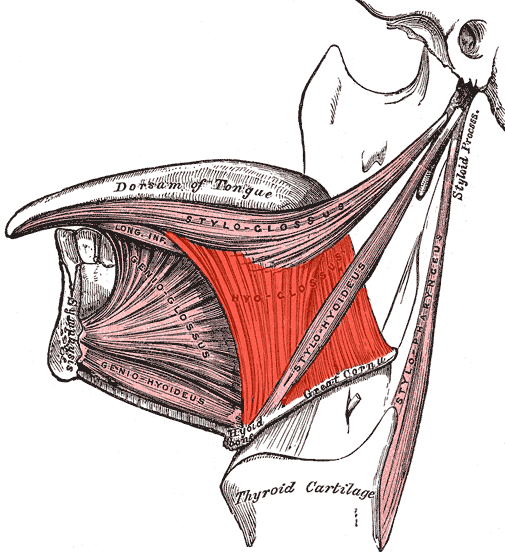
Hyoglossus

العضلة اللامية اللسانية Hyoglossus Muscle هي إحدى عضلات اللسان الخارجية. وهي عضلة رقيقة ورُباعية الشكل. 

## منشأ العضلة
تنشأ من القرن الكبير للعظمِ اللامي.

## مرتكز العضلة
ترتبط بطرف اللسان بين العضلة الإبرية اللسانية والعضلة الطولانية السفلية للسان. 

## تعصب العضلة
تُعصب هذه العضلة من العصب تحت اللسان (Hypoglossal Nerve). 

## وظيفة العضلة
تقوم العضلة بخفض وانكماش اللسان.